# Aulonocara baenschi
Espèce
Statut de conservation UICN

 CR B1ab(v)+2ab(v) : 
En danger critique
Aulonocara baenschi, le Paon jaune ou Baenschi benga[réf. nécessaire], est une espèce de poissons d'eau douce de la famille des Cichlidae endémique du lac Malawi en Afrique. 

## Description
Aulonocara baenschi mesure au maximum 130 mm de longueur totale.

## Aquariophilie

### Maintenance
Comme la plupart des espèces de poissons du lac Malawi une température comprise entre 22 et 26 °C est nécessaire pour une bonne maintenance. Un pH compris entre 7,2 et 8,2 ; un dH compris entre 10 et 30.

### Reproduction
Cette espèce est incubatrice buccale maternelle, les femelles gardent les œufs, larves et tout jeunes alevins environ trois semaines, protéger dans leur gueule (sans manger ou en filtrant très légèrement les micro-détritus). Les mâles peuvent se montrer très insistants dès les premières maturités sexuelles des femelles, il préférable de maintenir cette espèce en groupes de plusieurs individus, de manière à diviser l'agressivité d'un mâle dominant sur plusieurs individus.

### Alimentation
Une alimentation à base de vers rouges ou vers de vase est fortement déconseillée.

### Variétés géographiques
La plus ancienne variété géographique importée en Europe de cette espèce est sans doute celle de « benga » ; d'où un nom vernaculaire largement employé, notamment dans les milieux aquariophile amateur pour désigner l'espèce. Cependant plusieurs autres localités dans le lac Malawi en sont peuplés, influençant les caractéristiques méristiques et la coloration, parfois de façon infime. (liste non exhaustive) :
- Aulonocara baenschi « benga »
- Aulonocara baenshi « nkomo reef »

### Croisement, hybridation, sélection
Il est impératif de maintenir cette espèce et le genre Aulonocara seul ou en compagnie d'autres espèces, d'autres genres, mais de provenance similaire (lac Malawi). toutes les femelles du genre étant très semblables. Le commerce aquariophile a également vu apparaitre un grand nombre de spécimens provenant d'Asie notamment et aux couleurs des plus farfelues ou albinos. En raison de la sélection, hybridation et autres procédés chimiques et barbares de laboratoires.

## Menaces et conservation
L'UICN (24 février 2023) classe l'espèce en catégorie CR (en danger critique) dans la liste rouge des espèces menacées depuis 2018. Victime de la surexploitation du marché de l'aquariophilie, l'espèce a vu sa population à l'état sauvage décliner de 70 % entre 2008 et 2018.

## Systématique
Le nom valide complet (avec auteur) de ce taxon est Aulonocara baenschi Meyer (d) & Riehl (d), 1985.

## Étymologie
Son nom spécifique, baenschi, lui a été donné en l'honneur d'Ulrich Baensch, l'inventeur de la nourriture sèche « Tetramin » et fondateur de la société Tetra GmbH (en)

## Publication originale
- (de) H.A. Baensch et R. Riehl, 1985, Mergus Aquarien Atlas. Seltene Fische und Pflanzen, 1re édition, Mergus Verlag für Natur- und Heimtierkunde, Melle 2, p. 1-1212. [poissons, p. 171-1165].